# MND Tabor Sežana
Mladinsko Nogometno Društvo Tabor Sežana, (znany jako MND Tabor Sežana lub Tabor Sežana) – słoweński klub piłkarski grający w Druga SNL, mający siedzibę w mieście Sežana, leżącym w regionie Kras.

## Sukcesy
- II liga:

wicemistrzostwo (1): 1999-2000
- III liga:

mistrzostwo (1): 1997-98
wicemistrzostwo (3): 1994-95, 1996-97, 2002-03